# Kalvtjärnarna (naturreservat)
Kalvtjärnarna är ett naturreservat i Dorotea kommun i Västerbottens län.
Området är naturskyddat sedan 1999 och är 15 kvadratkilometer stort. Reservatet omfattar en höjd med sjöarna Kalvtjärnarna och Kalvtjärnarna och våtmarker i väster där det finns granskog med en del björk.